# أليكس هارتلي
أليكس هارتلي (6 سبتمبر 1993 في المملكة المتحدة - ) (بالإنجليزية: Alex Hartley)‏ هي لاعبة كريكت بريطانية. شاركت مع منتخب إنجلترا للكريكت. أما مع النوادي، فقد لعبت مع Middlesex Women cricket team ‏.

## وصلات خارجية
- أليكس هارتلي على موقع إي آس بي آن كريك إنفو (الإنجليزية)